# Казе Комунали Форма Торта (Л'Аквила)
Казе Комунали Форма Торта (итал. Case Comunali Forma Torta) је насеље у Италији у округу Л'Аквила, региону Абруцо.
Према процени из 2011. у насељу је живело 104 становника. Насеље се налази на надморској висини од 453 м.